# Љубавник (албум)
Љубавник је четврти студијски албум Недељка Бајића Баје, издат 1997. за Зам. На овом албуму се налази песма Љубавник на дуге стазе, која је била велики хит, и певача учинила звездом.

## Списак песама
Аутор(и) свих текстова: Новица Урошевић, аутор(и) свих песама: Новица Урошевић.
| №   | Назив                        | Трајање |  |
| 1.  | Љубавник на дуге стазе       | 2:48    |  |
| 2.  | Кад би људи били људи        | 3:28    |  |
| 3.  | Бела ружо, црна ружо         | 3:26    |  |
| 4.  | Сузе на венчању              | 3:54    |  |
| 5.  | Ко је он, шта је он          | 3:30    |  |
| 6.  | Верујем, не верујем          | 3:40    |  |
| 7.  | Наћи ћу те ко скривено благо | 3:54    |  |
| 8.  | Злато злаћано                | 3:34    |  |
| 9.  | Чувај се                     | 3:23    |  |
| 10. | Луткица                      | 3:03    |  |
| 11. | Рука спаса                   | 3:47    |  |
| 12. | Варалица                     | 3:35    |  |
| 13. | Мој прстен у реци            | 3:32    |  |
| 14. | Ослободи ме                  | 3:17    |  |